# Dolichopeza (Trichodolichopeza) barnardi
Dolichopeza (Trichodolichopeza) barnardi is een tweevleugelige uit de familie langpootmuggen (Tipulidae). De soort komt voor in het Afrotropisch gebied.